# Jaguar XJ
El Jaguar XJ es un automóvil de turismo del segmento F que se vende bajo la marca de lujo británica Jaguar. El XJ se puso a la venta en 1968 y ha sido el buque insignia de Jaguar durante la mayor parte de su vida comercial, que continúa hasta el día de hoy. El modelo original fue la última berlina de Jaguar que tuvo la aportación de Sir William Lyons, fundador de la empresa.

## Galería

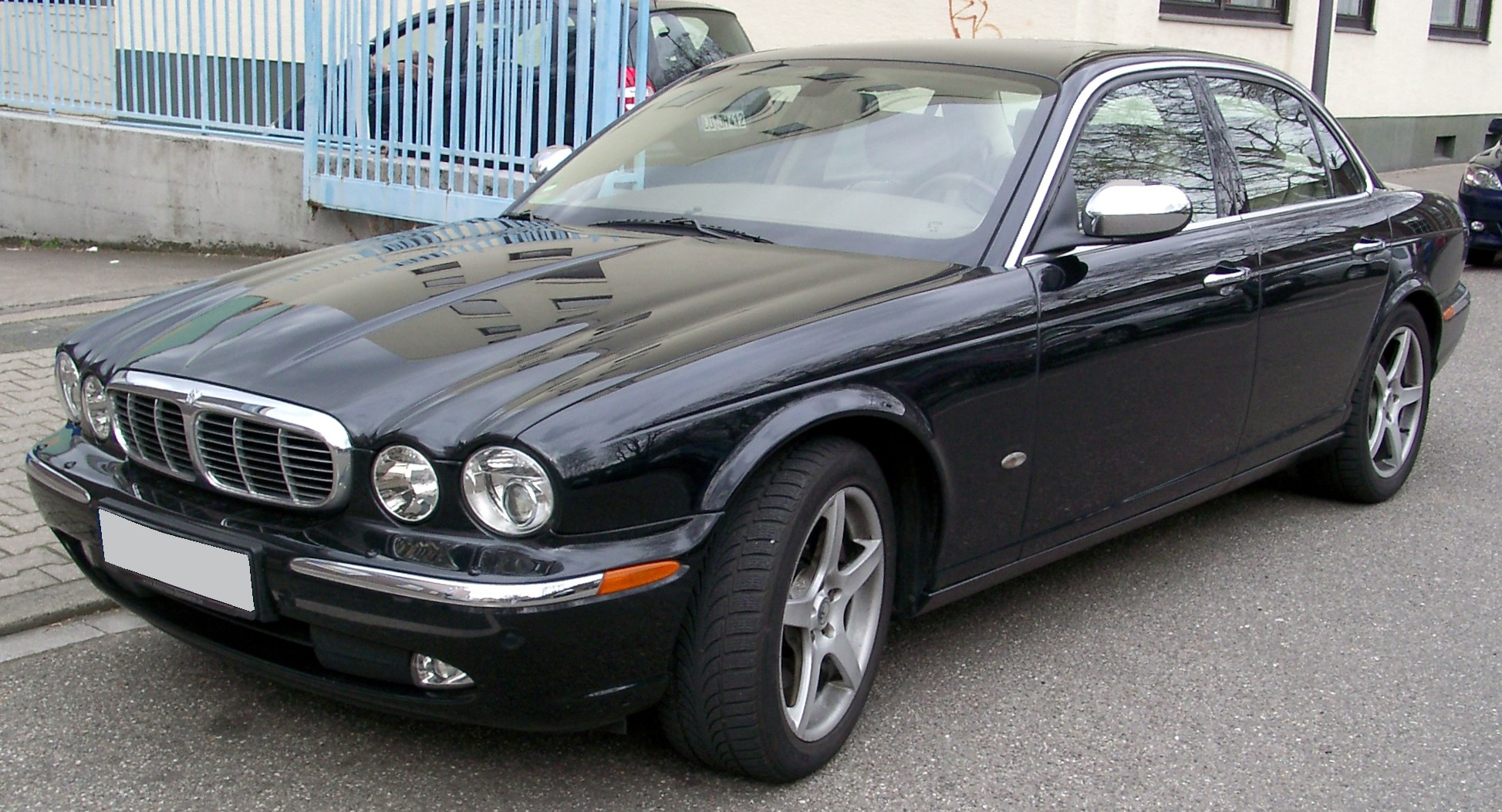
Tercera generación
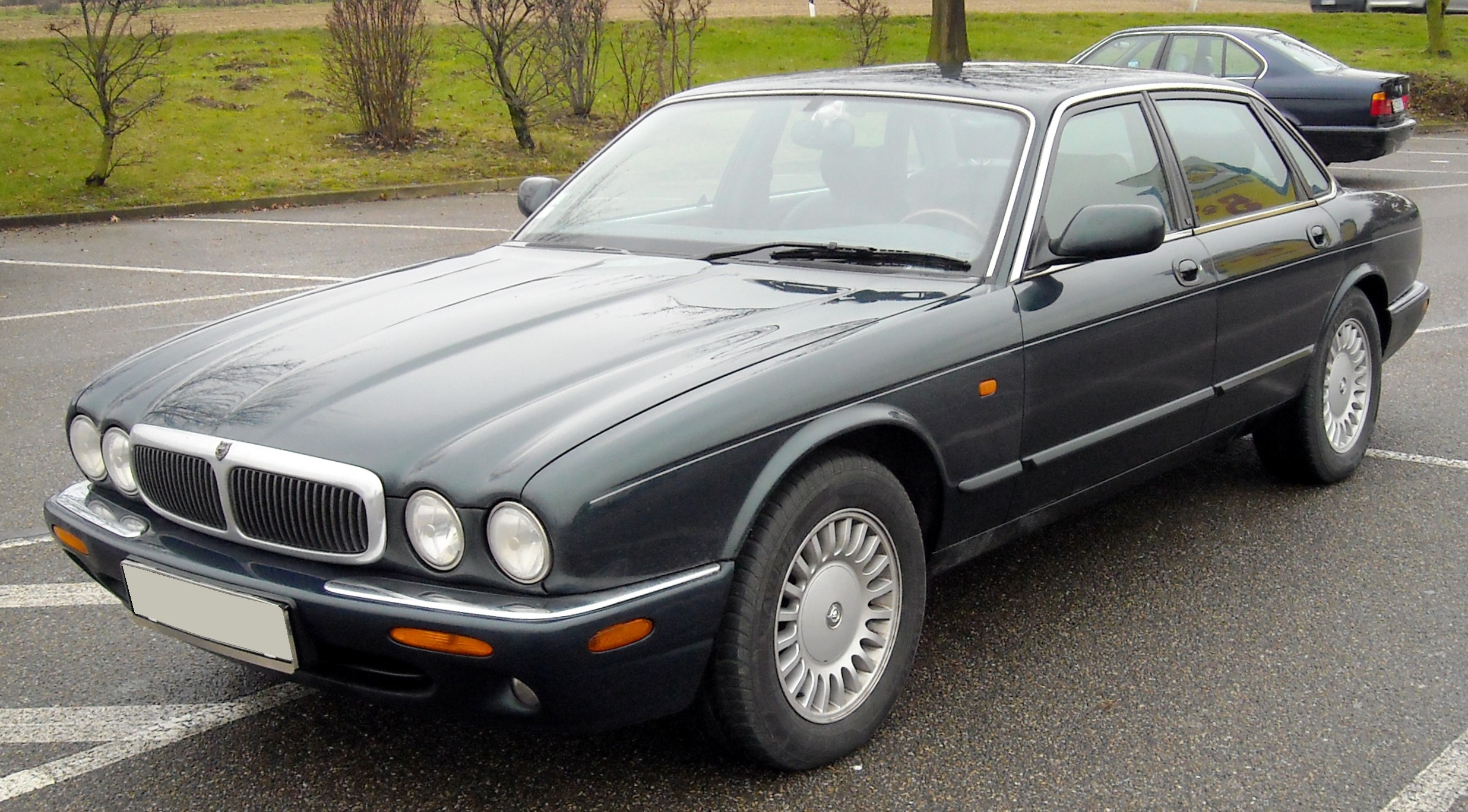
Segunda generación fase III
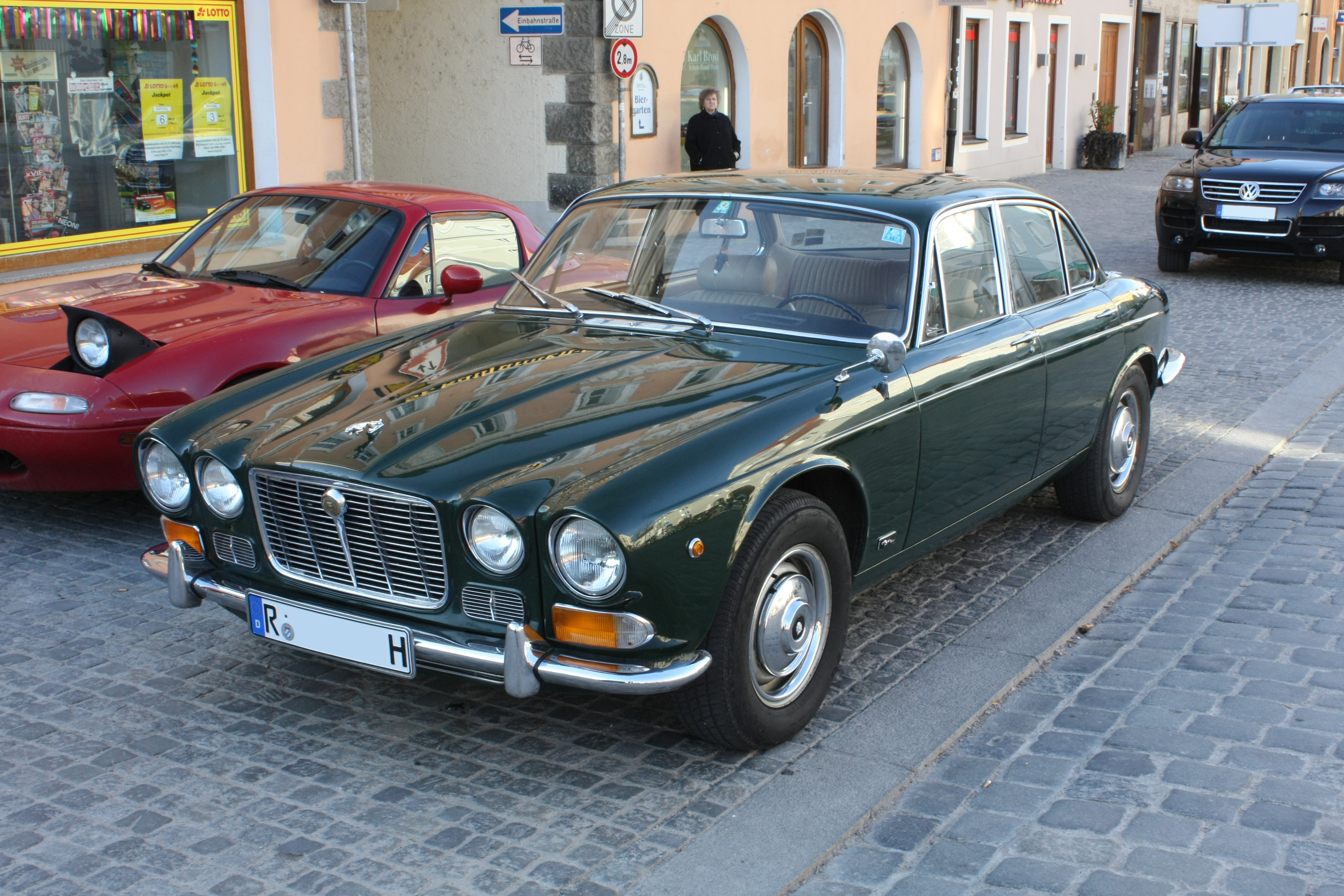
Primera generación fase I